# Російське технічне товариство
Імпера́торське Росі́йське техні́чне товари́ство (рос. Императорское Русское техническое общество) — наукове товариство, метою діяльності якого було сприяння розвитку техніки та промисловості в Російській імперії. Засноване 1866 року в Санкт-Петербурзі. Мало мережу відділень у губерніях імперії та навчальних закладів технічного спрямування.

## Історія
1864 року група з одинадцяти діячів Російської імперії в галузі науки і техніки створили комітет, який напрацював статут окремого наукового товариства технічного спрямування. Документ був затверджений указом імператора Олександра II від 22 квітня 1866 року. Вагому роль у створенні товариства відіграв російський хімік Дмитро Менделєєв.
1874 року товариству присвоєне звання Імператорського й особистий патронаж імператора. Першим головою товариства став барон Андрій Дельвіг, обраний 1867 року. З 1870 року головою організації був Петро Кочубей.
15 травня 1868 року при товаристві створено Постійну комісію з технічної освіти, метою якої було вивчення та вирішення проблем у галузі технічної освіти. З 1871 року комісія створювала власну мережу технічних училищ; за перші десять років (до 1881 року) заснували 12 таких закладів. Враховуючи загальну кризу в тогочасній системі освіти в імперії, діяльність закладів комісії включала також навчання писемності та загальної освіченості.
З початком Першої світової війни в 1914 році товариство створило інформаційне бюро, за допомогою якого мобілізовувало зусилля своїх членів на роботу промисловості.
Товариство ліквідоване 1929 року через закид радянської влади, що його науковці нібито є «буржуазними спеціалістами».

## Структура

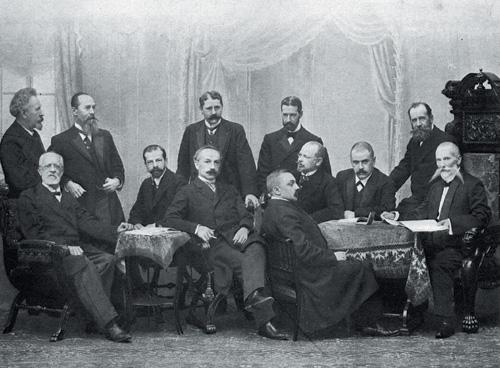
Неодмінні члени V (фотографічного) відділу Російського технічного товариства. Початок XX століття

Керівним органом Імператорського Російського технічного товариства була Рада, до якої входили голова, його товариш (заступник), голови наукових відділів, секретар та неодмінні члени. Справами товариства керували загальні збори.
За весь час існування Імператорське Російське технічне товариство мало в своєму складі 16 наукових відділів та понад 40 місцевих відділень.
| Рік заснування | Відділи                                                                           |
| -------------- | --------------------------------------------------------------------------------- |
| 1866           | I. Хімічний II. Механічний III. Будівельний IV. Техніки військово-морської справи |
| 1878           | V. Фотографічний                                                                  |
| 1880           | VI. Електротехнічний VII. Повітроплавальний                                       |
| 1881           | VIII. Залізничний                                                                 |
| 1884           | IX. З технічної освіти                                                            |
| 1906           | X. Сільськогосподарський                                                          |
| 1907           | XI. Промислово-економічний XII. Сприяння праці                                    |
| 1908           | XIII. Гірничий                                                                    |
| 1910           | XIV. Техніки міського та земського господарства                                   |
| 1915           | XV. Меліоративний                                                                 |
| 1916           | XVI. Паливний                                                                     |

| Рік заснування | Місто                                     |
| -------------- | ----------------------------------------- |
| 1868           | Тифліс, Іркутськ, Єкатеринбург            |
| 1869           | Миколаїв                                  |
| 1871           | Київ, Іваново-Вознесенськ, Одеса          |
| 1876           | Москва                                    |
| 1879           | Баку, Казань, Нижній Новгород             |
| 1880           | Харків, Ревель                            |
| 1890           | Ростов-на-Дону, Домброва-Гурнича, Перм    |
| 1894           | Катеринослав, Кишинів, Кронштадт, Саратов |
| 1895           | Севастополь                               |
| 1896           | Лібава                                    |
| 1897           | Житомир, Варшава                          |
| 1898           | Вільно, Владивосток                       |
| 1899           | Рига, Грозний                             |
| 1900           | Кременчук                                 |
| 1901           | Тамбов, Ярославль                         |
| 1902           | Пенза, Томськ                             |
| 1903           | Тула, Богородськ, Лодзь                   |
| 1904           | Новочеркаськ                              |

## Голови товариства
Згідно зі статутом, голова товариства обирався шляхом голосування простої більшості членів у два етапи що три роки.
За час існування товариства його очолювали:
- Андрій Дельвіг[ru] (1867—1870);
- Петро Кочубей (1870—1892);
- Костянтин Посьєт[ru] (1892—1894);
- Михайло Казі[ru] (1894—1896);
- Микола Петров[ru] (1896—1905);
- Володимир Ковалевський[ru] (1906—1916);
- Дмитро Іванов[ru] (1916—1917).